# Battaglia di Caridà
La battaglia di Caridà venne combattuta presso l'omonimo paese, oggi capoluogo di San Pietro di Caridà (RC), e vide contrapporsi gli abitanti dello stesso comune di Caridà e i militi Guardia Nazionale con gli abitanti del comune di San Pietro, oggi frazione di San Pietro di Caridà.

## Antefatti
Il 27 agosto 1860 Garibaldi entrava in Mileto e nei giorni successivi capitolava Monteleone. In ottobre tutto il Regno delle Due Sicilie era stato conquistato, ad eccezione delle fortezze di Gaeta, Messina e Civitella del Tronto. Si poté dunque indire un plebiscito per ratificare l'annessione allo Stato Italiano. La consultazione si svolse, non senza irregolarità e disordini, domenica 21 ottobre.
Nella parte settentrionale della Calabria Ulteriore i comuni si dividevano tra prevalentemente filoborbonici e prevalentemente filosabaudi. Alla prima categoria appartenevano Caridà, Serrata e il circondario di Cinquefrondi, alla seconda San Pietro e la restante parte del circondario di Laureana di Borrello, Dinami e quasi tutto il circondario di Arena.
La mattinata del 21 ottobre i cittadini di Caridà sfilarono per le vie del paese con la bandiera borbonica. L'unico abitante fortemente liberale e filosabaudo era l'economo e cappellano maggiore Antonino Martino. Diverse donne di Caridà, tra cui anche una monaca, assaltarono la casa del sacerdote armate di coltelli e bastoni per un'azione intimidatoria. Il Martino si barricò in casa e le agguerrite donne dovettero desistere.
Gli uomini del paese, che la mattina si erano tenuti in disparte, il pomeriggio guidati da Sebastiano Rosia si avviarono armati verso San Pietro per un'azione dimostrativa. La popolazione di San Pietro, che la mattina aveva celebrato oltre al plebiscito anche la festa del patrono San Placido, avvertita del temuto attacco inizialmente si barricò in chiesa.
Successivamente Giuseppe Riolo, farmacista e capitano della Guardia Nazionale di cui a San Pietro era di stanza una compagnia di 41 militi, distribuì armi e munizioni ad ogni cittadino abile e ordinò di andare incontro ai caridaresi. Questi, al rullo di tamburi e sventolando bandiere del regno borbonico, si erano nel frattempo fermati in località il Pioppo. A seguito di una breve ma intensa sparatoria, nella quale rimasero feriti alcuni abitanti di entrambi i paesi, i caridaresi furono costretti a ritirarsi.

## Svolgimento

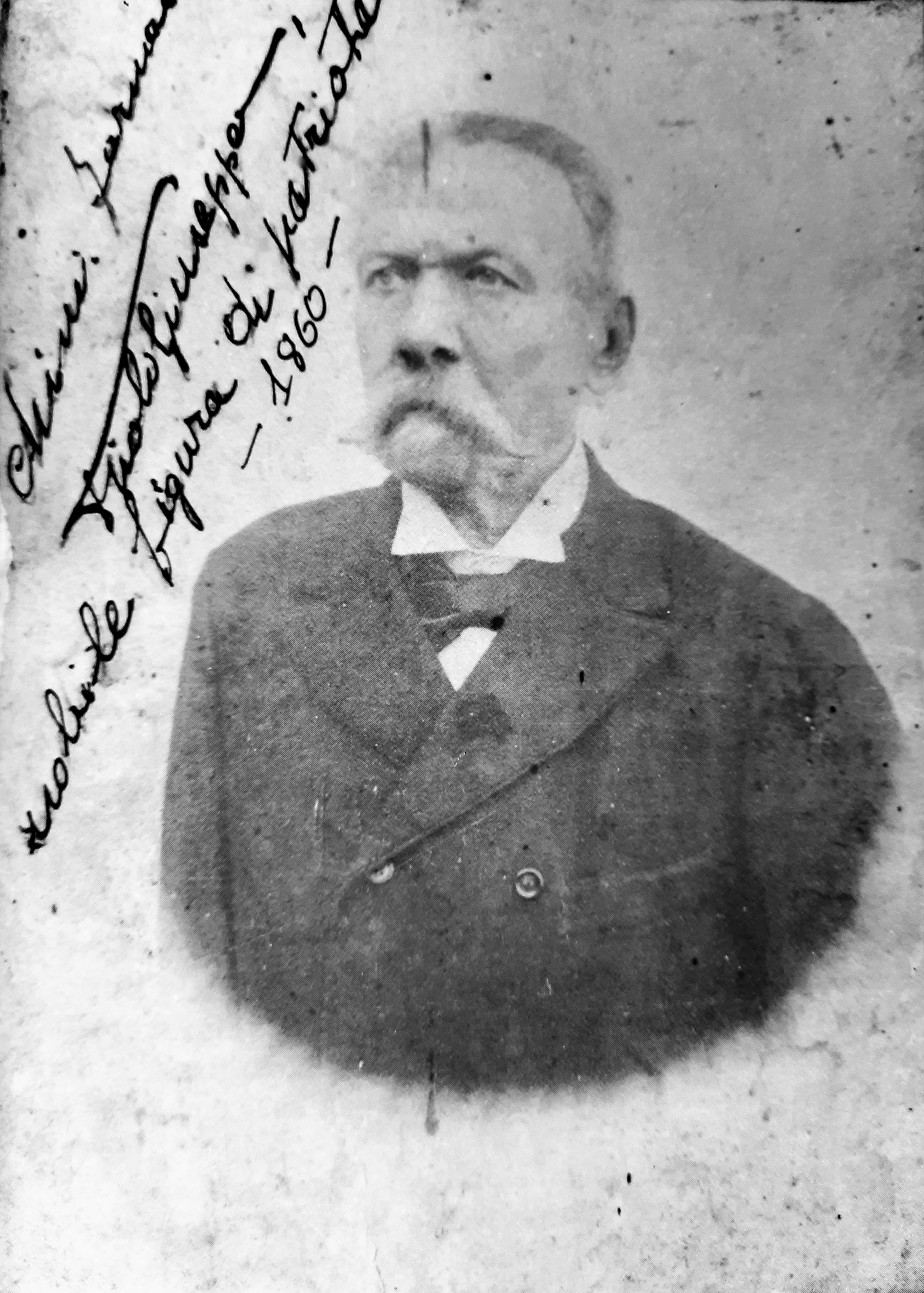
Giuseppe Riolo nel 1860 in seguito al'amputazione del braccio destro, gravemente ferito nello scontro. Si racconta che durante l'operazione, per cui non volle essere narcotizzato, rimase impassibile mormorando ripetutamente "viva l'Italia".

Giuseppe Riolo, temendo che la ritirata dei caridaresi fosse soltanto strategica, dispose delle sentinelle all'ingresso di San Pietro. L'indomani decise di giocare la carta della sorpresa attaccando Caridà da tre diversi punti. Una colonna, la più consistente e guidata dal Riolo stesso, sarebbe dovuta entrare attraverso l'attuale corso Umberto I, un'altra attraverso l'antica Strada Calvario, situata al di sotto della Chiesa del Carmine, e una terza scendendo dalla località Castagnari e risalendo nei pressi di Largo San Sebastiano.
I caridaresi, non prevedendo un tal piano d'attacco, andarono incontro alla colonna principale ma dopo i primi colpi d'arma da fuoco – che sfiorarono tre sanpietresi – furono respinti e costretti a indietreggiare verso il Pianistrello (l'attuale Piazza Vittoria). Qui li attendevano i rinforzi, che intonando canti a Francesco II avevano issato delle bandiere bianche. Quando la colonna guidata dal Riolo giunse alla piazza, il Rosia ordinò la carica. I sanpietresi, in inferiorità numerica, stavano per soccombere allorché le altre due colonne, richiamate dal rumore degli spari, affrettarono la marcia e giunsero sul luogo della battaglia dalla parte inferiore del paese. Tra i caridaresi, accerchiati da più lati, si creò uno scompiglio generale. Molti fuggirono, altri ripararono nelle case vicine dalle cui feritoie continuavano a sparare.
Mentre il Riolo ammainava il vessillo borbonico per sostituirlo col tricolore fu raggiunto al braccio destro da un colpo di fucile partito dalla casa sita al civico 28 di corso Umberto I. La reazione dei sanpietresi fu immediata: iniziarono a sparare all'impazzata in direzione delle finestre di tutte le case vicine. In questo modo furono feriti diversi caridaresi. Uno di questi, Antonio Spanò, mentre era appostato dietro alcune tavole al primo piano della casa di cui sopra, fu colpito a un occhio e morì sul colpo. Un altro, probabilmente il Giuseppe Ioghà che morì qualche giorno dopo, fu ferito mortalmente in modo simile. Sebastiano Rosia fu invece raggiunto da un colpo di schioppo nell'orto alle spalle della casa suddetta e morì dopo alcune ore.
Si continuò a sparare ancora per molto tempo, con feriti da ambo le parti. Mentre i sanpietresi si ritiravano, un giovane caridarese che tentava di inseguirli da solo – tale Antonino Morfea – fu raggiunto da un colpo e ucciso.

## Conseguenze
Nei giorni successivi si verificarono altre sporadiche sparatorie tra Caridà e San Pietro, ma senza conseguenze di rilievo. I reazionari di Serrata che pure avevano provocato tumulti il 21 ottobre, udita la disfatta di quelli di Caridà, si calmarono e rinunciarono ad ulteriori azioni dimostrative.
Il 17 novembre i liberali di San Pietro, ottenuti rinforzi da quelli di Dinami ed Acquaro, attaccarono nuovamente Caridà. Il luogo dello scontro fu ancora piazza Pianistrello, ma stavolta i caridaresi – informati delle notizie che giungevano dagli altri comuni filoborbonici e dei severi provvedimenti del Governo Sabaudo contro i movimenti legittimisti – risposero con minore ardore e convinzione. Nel corso della scaramuccia, che fu di breve durata, Giacomo Moricca da San Pietro riportò una grave ferita a un piede.
Nel 1865, in occasione delle elezioni politiche, soltanto 7 caridaresi risultavano avere un censo di almeno 5 lire necessario ad essere elettori politici, mentre nel quasi tre volte più piccolo Comune di San Pietro ve ne erano 10. Lo storico locale Amato ipotizza che gli abitanti di Caridà potrebbero essere stati in qualche modo puniti per la loro fedeltà al precedente regime, forse tramite usurpazioni di terre.
San Pietro fu invece premiato per la sua fedeltà ai Savoia con l'aggiunta dell'aggettivo "fedele" al suo nome. Il regio decreto del 26 marzo 1863 ne cambiò infatti il nome in "San Pier Fedele", che tuttora la frazione conserva. Il ricordo degli avvenimenti dell'ottobre 1860 è ancora tramandato nella memoria dei più anziani abitanti dei due paesi.